# Dinastía Ángelo
La llamada dinastía Ángelo de emperadores gobernó desde el año 1185 hasta 1204 el Imperio bizantino. Sucedió a la dinastía de los Comnenos. Los Ángelo eran una familia noble. En este periodo el hecho más significativo es la segunda cruzada (1191), en la que se conquistó San Juan de Acre. Durante la cuarta cruzada (1204) los latinos, en lugar de dirigirse a Tierra Santa, invadieron y saquearon Constantinopla, deponiendo al último emperador Ángelo.

## Historia temprana
Los Ángelos, a diferencia de otras familias bizantinas, no se establecieron entre la nobleza bizantina y su linaje no fue muy apreciado hasta la primera mitad del siglo XII. 
A pesar de las bajas probabilidades, el ascenso de la familia se produjo con bastante rapidez durante el período de la aristocratización bizantina. El linaje, de origen griego, fue fundada por Constantino Ángelo, un noble menor de Filadelfia (Asia Menor). Según el historiador del siglo XII Juan Zonaras, Constantino era valiente, hábil y muy guapo, pero de origen humilde. Se considera comúnmente que el apellido de la familia deriva de la palabra griega para 'ángel' o 'mensajero', aunque tal origen rara vez está atestiguado en la época bizantina. Otra teoría sugiere que su nombre deriva de A[n]gel, un distrito cerca de Amida en la Alta Mesopotamia. La historiadora Suzanne Wittek-de Jongh sugirió que Constantino era hijo de patrikios Manuel Ángelo, cuyas posesiones cerca de Serres fueron confirmadas por un bula de oro del emperador Nicéforo III, pero otros historiafores consideran que esto es poco probable.
A pesar de su origen humilde, Constantino logró ganarse los favores de Teodora Comnena (nacida en 1097), cuarta hija del emperador Alejo I Comneno e Irene Ducaina. Su matrimonio tuvo lugar en c. 1122, después de la muerte de Alejo I. Como pariente político imperial, Constantino recibió el título de sebastohypertatos, aunque no se le consideraba igual a  Los otros yernos de Alexios que eran de origen más noble y ostentaban más títulos. La madre de Theodora, la emperatriz viuda Irene, también parece haber desaprobado el matrimonio. Constantino y Teodora tuvieron siete hijos, tres hijos y cuatro hijas. A través de sus hijos, Constantino fue el  progenitor de la dinastía Ángelo, que produjo tres emperadores bizantinos en 1185-1204, así como la dinastía Comneno 
Ducas que gobernó Epiro y el Imperio de Tesalónica en los siglos XIII y XIV.

## Dinastía Imperial Angelos

### Imperio Bizantino

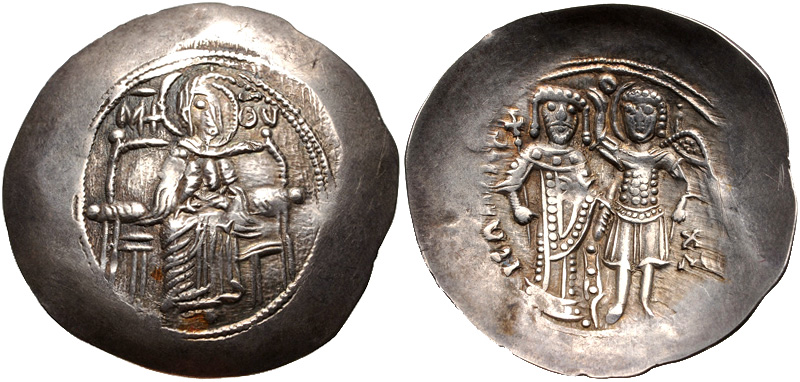
Aspro que representa a la Virgen María (izquierda) e Isaac II Ángelo (derecha), primer gobernante de la dinastía imperial Ángelo, coronado por san Miguel Arcángel.

El tercer hijo de Constantino, Andrónico Ángelo, fue el antepasado de la dinastía imperial Ángelo. Los Ángelos entraron en conflicto con el emperador Andrónico I Comneno, quien había iniciado una serie de políticas antiaristocráticas. En un golpe de 1185, el hijo de Andrónico Isaac II Ángelo obtuvo apoyo popular y depuso a Andrónico I, proclamándose emperador bizantino. El nuevo emperador no logró regular las debilidades que heredó, incluidos los abusos en la administración central y provincial. Isaac II no logró aplastar la revuelta de los búlgaros y valacos y en 1187 se vio obligado a reconocer el Imperio búlgaro. A pesar de esas derrotas militares, Isaac logró recuperar fortunas imperiales en los Balcanes, después de la victoria de Branas contra los normandos en la Batalla de Demetritzes en 1185 y la victoria contra Esteban Nemanja de Serbia en 1190. Durante el reinado de Isaac, los intentos de usurpar el poder imperial por parte de los nobles bizantinos, antes poco comunes en la historia bizantina del siglo XII, se convirtieron en un hecho cotidiano que impidió la recuperación completa del imperio.
En 1195 Isaac II fue depuesto por su hermano Alejo III Ángelo, cuyo golpe y abuso de poder aceleraron el declive de la fuerza del imperio.  Su reinado estuvo marcado por abusos en la administración provincial y una creciente autonomía de los magnates regionales que incluso desafiarían la autoridad del emperador. En 1201, el hijo de Isaac, Alejo IV Ángelo, se dirigió hacia el oeste, donde logró desviar la Cuarta Cruzada a Constantinopla para restaurar a su padre, Isaac II, en el poder. El 1 de agosto de 1203, el cegado Isaac II fue coronado coemperador, tras ocho años de prisión, junto con su hijo Alejo IV, que ostentó el verdadero poder durante su reinado. Después de su deposición por la Cuarta Cruzada, Alejo III huyó de Constantinopla con el objetivo de reunir apoyo y restaurar su reinado, pero finalmente fue capturado en Nicea donde murió en un monasterio en 1211.
 A pesar de su sinergia inicial, la incapacidad de los Ángelos para hacer frente a las demandas de los cruzados provocó fricciones entre los cruzados y los coemperadores, quienes en enero de 1204 fueron depuestos por Alejo V Ducas y asesinados poco después. 
Con sus antiguos partidarios ahora muertos, los cruzados no tenían apoyo en Constantinopla, mientras que el sentimiento antilatino de los ciudadanos se reforzaba.
 Tras el breve reinado y las negociaciones fallidas de Alejo V, los cruzados hicieron el Saqueo de Constantinopla y establecieron el Imperio Latino, poniendo fin oficialmente al dominio bizantino durante casi medio siglo.

### Dinastía Comeneno Ducas

Expansión del Despotado de Epiro.

La línea Angelos fue continuada por los descendientes del hijo mayor de Constantino, el sebastocrátor Juan Ducas. Al igual que Juan, la mayoría de sus descendientes evitaron el apellido "Ángelos" y utilizaron "Ducas" o "Comneno Doukas", por lo que en los estudios modernos se les conoce como "Comnenoducas" (Κομνηνοδούκαι).
Después de la caída de Constantinopla y el establecimiento del Imperio Latino en 1204, el hijo ilegítimo de Juan Ducas, Miguel I Comneno Ducas, fundó el Despotado de Epiro en 1205 eligiendo la ciudad de Arta como su capital. Inicialmente vasallo y aliado de los latinos, Miguel I expandió sus territorios en el noreste de Grecia hasta su muerte en 1215, cuando fue sucedido por su medio hermano Teodoro Comneno Ducas. En 1224, Teodoro capturó el Reino de Tesalónica en manos de los cruzados y se proclamó emperador bizantino legítimo (basileus) en sus posesiones. Epiro apareció como un serio contendiente por el trono bizantino, pero Teodoro fue derrotado y capturado por Juan II Asen en la batalla de Klokotnitsa en 1230 y su imperio declinó rápidamente tras las derrotas en Macedonia y Tracia.  Durante el cautiverio de Teodoro, su hermano Manuel gobernó Tesalónica, sucedido por los hijos de Teodoro, Juan y Demetrio.  En 1242, el emperador de Nicea Juan III Ducas Vatatzés obligó a Juan a abandonar el título imperial (conservando sólo el título de déspotas), y en 1246 Tesalónica fue capturada por Nicea, lo que marcó el fin del gobierno angelida en gran parte del norte de Grecia.
En 1230, el sobrino de Teodoro, Miguel II, hijo de Miguel I, se estableció como gobernante de Epiro y Tesalia y logró parcialmente recuperar las propiedades perdidas ante Nicea.  Después de la muerte de Miguel II en 1268, Epiro fue gobernado por su hijo legítimo Nicéforo I, mientras que Tesalia (ahora separada de Epiro) fue entregada a su hijo ilegítimo Juan I Doukas.  La familia Komnenodoukas perdió Epiro y Tesalia en 1318;  Nicolás Orsini, conde de Cefalonia, asesinó al hijo de Nicéforo, Tomás I, poniendo fin al gobierno de la familia en Epiro, mientras que en Tesalia Juan I Ducas fue sucedido por su hijo Constantino, seguido por Juan II, que gobernó desde 1302/03 hasta su muerte.  en 1318.{sfn|Radivoj|2008|loc=Chapter 4}} Ese mismo año, el sur de Tesalia fue capturado por la Gran Compañía Catalana y anexado al Ducado de Atenas, mientras que el norte pasó a una serie de magnates autónomos.

## Familia posterior
Habiendo restablecido el control bizantino sobre Epiro y Tesalia en 1340, el emperador Andrónico III Paleólogo nombró al pincerna Juan Ángelo, un sobrino de Juan Cantacuceno, a la gobernación de Epiro. Juan extendió su gobierno a Tesalia en 1342, pero murió a causa de la peste en 1348. Epiro y Tesalia fueron conquistados por el gobernante serbio Stefan Dušan poco después.
Los descendientes de Juan Ángel continuaron gobernando Tesalia bajo Simeón Uroš y Juan Uroš.  Juan Uroš, el último Nemanjić, abdicó en favor de Alejo Ángelo Filantropeno, el kaisar de Tesalia.  El hermano de Alejo Manuel Ángelo Filantropeno fue el último gobernante griego bizantino de Tesalia.
Después de la conquista del Imperio Otomano de Tesalia en 1394, los Ángelos Filantropeno se refugiaron en Serbia. Un nieto de Alejos o Manuel, Mihailo Anđelović, sirvió como funcionario en la corte de Đurađ y Lazar Branković. El hermano de Mihailo, Mahmud, capturado en su infancia por soldados otomanos, fue llevado a Adrianópolis, donde se convirtió al Islam. Más tarde ascendió a los rangos más altos del Imperio Otomano, convirtiéndose en beylerbey de Rumelia en 1451 y Gran Visir en 1455. Así, en las negociaciones entre el déspota serbio Lazar Branković y Mehmed  II en 1457, los dos bandos estuvieron representados por los hermanos Mihailo y Mahmud Anđelović.

## Árbol genealógico
|                          |                          |                          |                          |                          |                          |                       |                       |                           |                           |                           |                           |                           |                           |  |  |                       |                       |                       |                       |                       |                       |                |                | Irene Ducas                    | Irene Ducas                    | Irene Ducas                    | Irene Ducas                    | Irene Ducas                    | Irene Ducas                    |                            |                            | Alejo I Comneno (r. 1081-1118) | Alejo I Comneno (r. 1081-1118) | Alejo I Comneno (r. 1081-1118) | Alejo I Comneno (r. 1081-1118) | Alejo I Comneno (r. 1081-1118) | Alejo I Comneno (r. 1081-1118) |                              |                              |                              |                              |                    |                    |                         |                         |                         |                         |                            |                            |                            |                            |                            |                            |  |  |                                 |                                 |                                 |                                 |                                 |                                 |  |  |                                |                                |                                |                                |                                |                                |  |  |                        |                        |                        |                        |                        |                        |  |  |                          |                          |                          |                          |                          |                          |  |  |  |  |
|                          |                          |                          |                          |                          |                          |                       |                       |                           |                           |                           |                           |                           |                           |  |  |                       |                       |                       |                       |                       |                       |                |                | Irene Ducas                    | Irene Ducas                    | Irene Ducas                    | Irene Ducas                    | Irene Ducas                    | Irene Ducas                    |                            |                            | Alejo I Comneno (r. 1081-1118) | Alejo I Comneno (r. 1081-1118) | Alejo I Comneno (r. 1081-1118) | Alejo I Comneno (r. 1081-1118) | Alejo I Comneno (r. 1081-1118) | Alejo I Comneno (r. 1081-1118) |                              |                              |                              |                              |                    |                    |                         |                         |                         |                         |                            |                            |                            |                            |                            |                            |  |  |                                 |                                 |                                 |                                 |                                 |                                 |  |  |                                |                                |                                |                                |                                |                                |  |  |                        |                        |                        |                        |                        |                        |  |  |                          |                          |                          |                          |                          |                          |  |  |  |  |
|                          |                          |                          |                          |                          |                          |                       |                       |                           |                           |                           |                           |                           |                           |  |  |                       |                       |                       |                       |                       |                       |                |                |                                |                                |                                |                                |                                |                                |                            |                            |                                |                                |                                |                                |                                |                                |                              |                              |                              |                              |                    |                    |                         |                         |                         |                         |                            |                            |                            |                            |                            |                            |  |  |                                 |                                 |                                 |                                 |                                 |                                 |  |  |                                |                                |                                |                                |                                |                                |  |  |                        |                        |                        |                        |                        |                        |  |  |                          |                          |                          |                          |                          |                          |  |  |  |  |
|                          |                          |                          |                          |                          |                          |                       |                       |                           |                           |                           |                           |                           |                           |  |  |                       |                       |                       |                       |                       |                       |                |                |                                |                                |                                |                                | Teodora Comneno Ángelo         | Teodora Comneno Ángelo         | Teodora Comneno Ángelo     | Teodora Comneno Ángelo     | Teodora Comneno Ángelo         | Teodora Comneno Ángelo         |                                |                                | Constantino Ángelo             | Constantino Ángelo             | Constantino Ángelo           | Constantino Ángelo           | Constantino Ángelo           | Constantino Ángelo           |                    |                    |                         |                         |                         |                         |                            |                            |                            |                            |                            |                            |  |  |                                 |                                 |                                 |                                 |                                 |                                 |  |  |                                |                                |                                |                                |                                |                                |  |  |                        |                        |                        |                        |                        |                        |  |  |                          |                          |                          |                          |                          |                          |  |  |  |  |
|                          |                          |                          |                          |                          |                          |                       |                       |                           |                           |                           |                           |                           |                           |  |  |                       |                       |                       |                       |                       |                       |                |                |                                |                                |                                |                                | Teodora Comneno Ángelo         | Teodora Comneno Ángelo         | Teodora Comneno Ángelo     | Teodora Comneno Ángelo     | Teodora Comneno Ángelo         | Teodora Comneno Ángelo         |                                |                                | Constantino Ángelo             | Constantino Ángelo             | Constantino Ángelo           | Constantino Ángelo           | Constantino Ángelo           | Constantino Ángelo           |                    |                    |                         |                         |                         |                         |                            |                            |                            |                            |                            |                            |  |  |                                 |                                 |                                 |                                 |                                 |                                 |  |  |                                |                                |                                |                                |                                |                                |  |  |                        |                        |                        |                        |                        |                        |  |  |                          |                          |                          |                          |                          |                          |  |  |  |  |
|                          |                          |                          |                          |                          |                          |                       |                       |                           |                           |                           |                           |                           |                           |  |  |                       |                       |                       |                       |                       |                       |                |                |                                |                                |                                |                                |                                |                                |                            |                            |                                |                                |                                |                                |                                |                                |                              |                              |                              |                              |                    |                    |                         |                         |                         |                         |                            |                            |                            |                            |                            |                            |  |  |                                 |                                 |                                 |                                 |                                 |                                 |  |  |                                |                                |                                |                                |                                |                                |  |  |                        |                        |                        |                        |                        |                        |  |  |                          |                          |                          |                          |                          |                          |  |  |  |  |
|                          |                          |                          |                          |                          |                          |                       |                       |                           |                           |                           |                           |                           |                           |  |  |                       |                       |                       |                       |                       |                       |                |                |                                |                                |                                |                                |                                |                                |                            |                            |                                |                                |                                |                                |                                |                                |                              |                              |                              |                              |                    |                    |                         |                         |                         |                         |                            |                            |                            |                            |                            |                            |  |  |                                 |                                 |                                 |                                 |                                 |                                 |  |  |                                |                                |                                |                                |                                |                                |  |  |                        |                        |                        |                        |                        |                        |  |  |                          |                          |                          |                          |                          |                          |  |  |  |  |
| Juan Ducas               | Juan Ducas               | Juan Ducas               | Juan Ducas               | Juan Ducas               | Juan Ducas               |                       |                       | Zoe Ducas                 | Zoe Ducas                 | Zoe Ducas                 | Zoe Ducas                 | Zoe Ducas                 | Zoe Ducas                 |  |  |                       |                       |                       |                       |                       |                       |                |                |                                |                                |                                |                                |                                |                                |                            |                            |                                |                                |                                |                                | Andrónico Ángelo               | Andrónico Ángelo               | Andrónico Ángelo             | Andrónico Ángelo             | Andrónico Ángelo             | Andrónico Ángelo             |                    |                    | Eufrosine Castamonitisa | Eufrosine Castamonitisa | Eufrosine Castamonitisa | Eufrosine Castamonitisa | Eufrosine Castamonitisa    | Eufrosine Castamonitisa    |                            |                            |                            |                            |  |  |                                 |                                 |                                 |                                 |                                 |                                 |  |  |                                |                                |                                |                                |                                |                                |  |  |                        |                        |                        |                        |                        |                        |  |  | Isaac Ángelo Ducas       | Isaac Ángelo Ducas       | Isaac Ángelo Ducas       | Isaac Ángelo Ducas       | Isaac Ángelo Ducas       | Isaac Ángelo Ducas       |  |  |  |  |
| Juan Ducas               | Juan Ducas               | Juan Ducas               | Juan Ducas               | Juan Ducas               | Juan Ducas               |                       |                       | Zoe Ducas                 | Zoe Ducas                 | Zoe Ducas                 | Zoe Ducas                 | Zoe Ducas                 | Zoe Ducas                 |  |  |                       |                       |                       |                       |                       |                       |                |                |                                |                                |                                |                                |                                |                                |                            |                            |                                |                                |                                |                                | Andrónico Ángelo               | Andrónico Ángelo               | Andrónico Ángelo             | Andrónico Ángelo             | Andrónico Ángelo             | Andrónico Ángelo             |                    |                    | Eufrosine Castamonitisa | Eufrosine Castamonitisa | Eufrosine Castamonitisa | Eufrosine Castamonitisa | Eufrosine Castamonitisa    | Eufrosine Castamonitisa    |                            |                            |                            |                            |  |  |                                 |                                 |                                 |                                 |                                 |                                 |  |  |                                |                                |                                |                                |                                |                                |  |  |                        |                        |                        |                        |                        |                        |  |  | Isaac Ángelo Ducas       | Isaac Ángelo Ducas       | Isaac Ángelo Ducas       | Isaac Ángelo Ducas       | Isaac Ángelo Ducas       | Isaac Ángelo Ducas       |  |  |  |  |
|                          |                          |                          |                          |                          |                          |                       |                       |                           |                           |                           |                           |                           |                           |  |  |                       |                       |                       |                       |                       |                       |                |                |                                |                                |                                |                                |                                |                                |                            |                            |                                |                                |                                |                                |                                |                                |                              |                              |                              |                              |                    |                    |                         |                         |                         |                         |                            |                            |                            |                            |                            |                            |  |  |                                 |                                 |                                 |                                 |                                 |                                 |  |  |                                |                                |                                |                                |                                |                                |  |  |                        |                        |                        |                        |                        |                        |  |  |                          |                          |                          |                          |                          |                          |  |  |  |  |
|                          |                          |                          |                          |                          |                          |                       |                       |                           |                           |                           |                           |                           |                           |  |  |                       |                       |                       |                       |                       |                       |                |                |                                |                                |                                |                                |                                |                                |                            |                            |                                |                                |                                |                                |                                |                                |                              |                              |                              |                              |                    |                    |                         |                         |                         |                         |                            |                            |                            |                            |                            |                            |  |  |                                 |                                 |                                 |                                 |                                 |                                 |  |  |                                |                                |                                |                                |                                |                                |  |  |                        |                        |                        |                        |                        |                        |  |  |                          |                          |                          |                          |                          |                          |  |  |  |  |
| Miguel I Comneno Ducas   | Miguel I Comneno Ducas   | Miguel I Comneno Ducas   | Miguel I Comneno Ducas   | Miguel I Comneno Ducas   | Miguel I Comneno Ducas   |                       |                       | Constantino Comneno Ducas | Constantino Comneno Ducas | Constantino Comneno Ducas | Constantino Comneno Ducas | Constantino Comneno Ducas | Constantino Comneno Ducas |  |  | Teodoro Comneno Ducas | Teodoro Comneno Ducas | Teodoro Comneno Ducas | Teodoro Comneno Ducas | Teodoro Comneno Ducas | Teodoro Comneno Ducas |                |                | María Petralifas               | María Petralifas               | María Petralifas               | María Petralifas               | María Petralifas               | María Petralifas               |                            |                            | Manuel Comneno Ducas           | Manuel Comneno Ducas           | Manuel Comneno Ducas           | Manuel Comneno Ducas           | Manuel Comneno Ducas           | Manuel Comneno Ducas           |                              |                              | Constantino Ángelo           | Constantino Ángelo           | Constantino Ángelo | Constantino Ángelo | Constantino Ángelo      | Constantino Ángelo      |                         |                         | Eufrósine Ducas            | Eufrósine Ducas            | Eufrósine Ducas            | Eufrósine Ducas            | Eufrósine Ducas            | Eufrósine Ducas            |  |  | Alejo III Ángelo (r. 1195-1203) | Alejo III Ángelo (r. 1195-1203) | Alejo III Ángelo (r. 1195-1203) | Alejo III Ángelo (r. 1195-1203) | Alejo III Ángelo (r. 1195-1203) | Alejo III Ángelo (r. 1195-1203) |  |  | Isaac II Ángelo (r. 1185-1195) | Isaac II Ángelo (r. 1185-1195) | Isaac II Ángelo (r. 1185-1195) | Isaac II Ángelo (r. 1185-1195) | Isaac II Ángelo (r. 1185-1195) | Isaac II Ángelo (r. 1185-1195) |  |  | Irene Paleológa        | Irene Paleológa        | Irene Paleológa        | Irene Paleológa        | Irene Paleológa        | Irene Paleológa        |  |  | Constantino Ángelo Ducas | Constantino Ángelo Ducas | Constantino Ángelo Ducas | Constantino Ángelo Ducas | Constantino Ángelo Ducas | Constantino Ángelo Ducas |  |  |  |  |
| Miguel I Comneno Ducas   | Miguel I Comneno Ducas   | Miguel I Comneno Ducas   | Miguel I Comneno Ducas   | Miguel I Comneno Ducas   | Miguel I Comneno Ducas   |                       |                       | Constantino Comneno Ducas | Constantino Comneno Ducas | Constantino Comneno Ducas | Constantino Comneno Ducas | Constantino Comneno Ducas | Constantino Comneno Ducas |  |  | Teodoro Comneno Ducas | Teodoro Comneno Ducas | Teodoro Comneno Ducas | Teodoro Comneno Ducas | Teodoro Comneno Ducas | Teodoro Comneno Ducas |                |                | María Petralifas               | María Petralifas               | María Petralifas               | María Petralifas               | María Petralifas               | María Petralifas               |                            |                            | Manuel Comneno Ducas           | Manuel Comneno Ducas           | Manuel Comneno Ducas           | Manuel Comneno Ducas           | Manuel Comneno Ducas           | Manuel Comneno Ducas           |                              |                              | Constantino Ángelo           | Constantino Ángelo           | Constantino Ángelo | Constantino Ángelo | Constantino Ángelo      | Constantino Ángelo      |                         |                         | Eufrósine Ducas            | Eufrósine Ducas            | Eufrósine Ducas            | Eufrósine Ducas            | Eufrósine Ducas            | Eufrósine Ducas            |  |  | Alejo III Ángelo (r. 1195-1203) | Alejo III Ángelo (r. 1195-1203) | Alejo III Ángelo (r. 1195-1203) | Alejo III Ángelo (r. 1195-1203) | Alejo III Ángelo (r. 1195-1203) | Alejo III Ángelo (r. 1195-1203) |  |  | Isaac II Ángelo (r. 1185-1195) | Isaac II Ángelo (r. 1185-1195) | Isaac II Ángelo (r. 1185-1195) | Isaac II Ángelo (r. 1185-1195) | Isaac II Ángelo (r. 1185-1195) | Isaac II Ángelo (r. 1185-1195) |  |  | Irene Paleológa        | Irene Paleológa        | Irene Paleológa        | Irene Paleológa        | Irene Paleológa        | Irene Paleológa        |  |  | Constantino Ángelo Ducas | Constantino Ángelo Ducas | Constantino Ángelo Ducas | Constantino Ángelo Ducas | Constantino Ángelo Ducas | Constantino Ángelo Ducas |  |  |  |  |
|                          |                          |                          |                          |                          |                          |                       |                       |                           |                           |                           |                           |                           |                           |  |  |                       |                       |                       |                       |                       |                       |                |                |                                |                                |                                |                                |                                |                                |                            |                            |                                |                                |                                |                                |                                |                                |                              |                              |                              |                              |                    |                    |                         |                         |                         |                         |                            |                            |                            |                            |                            |                            |  |  |                                 |                                 |                                 |                                 |                                 |                                 |  |  |                                |                                |                                |                                |                                |                                |  |  |                        |                        |                        |                        |                        |                        |  |  |                          |                          |                          |                          |                          |                          |  |  |  |  |
|                          |                          |                          |                          |                          |                          |                       |                       |                           |                           |                           |                           |                           |                           |  |  |                       |                       |                       |                       |                       |                       |                |                |                                |                                |                                |                                |                                |                                |                            |                            |                                |                                |                                |                                |                                |                                |                              |                              |                              |                              |                    |                    |                         |                         |                         |                         |                            |                            |                            |                            |                            |                            |  |  |                                 |                                 |                                 |                                 |                                 |                                 |  |  |                                |                                |                                |                                |                                |                                |  |  |                        |                        |                        |                        |                        |                        |  |  |                          |                          |                          |                          |                          |                          |  |  |  |  |
| Miguel II Comneno Ducas  | Miguel II Comneno Ducas  | Miguel II Comneno Ducas  | Miguel II Comneno Ducas  | Miguel II Comneno Ducas  | Miguel II Comneno Ducas  |                       |                       | Teodora de Arta           | Teodora de Arta           | Teodora de Arta           | Teodora de Arta           | Teodora de Arta           | Teodora de Arta           |  |  | Juan Comneno Ducas    | Juan Comneno Ducas    | Juan Comneno Ducas    | Juan Comneno Ducas    | Juan Comneno Ducas    | Juan Comneno Ducas    |                |                | Demetrio Comneno Ducas         | Demetrio Comneno Ducas         | Demetrio Comneno Ducas         | Demetrio Comneno Ducas         | Demetrio Comneno Ducas         | Demetrio Comneno Ducas         |                            |                            | Teodoro I Láscaris             | Teodoro I Láscaris             | Teodoro I Láscaris             | Teodoro I Láscaris             | Teodoro I Láscaris             | Teodoro I Láscaris             |                              |                              | Ana Comneno Ángelo           | Ana Comneno Ángelo           | Ana Comneno Ángelo | Ana Comneno Ángelo | Ana Comneno Ángelo      | Ana Comneno Ángelo      |                         |                         | Alejo V Murzuflo (r. 1204) | Alejo V Murzuflo (r. 1204) | Alejo V Murzuflo (r. 1204) | Alejo V Murzuflo (r. 1204) | Alejo V Murzuflo (r. 1204) | Alejo V Murzuflo (r. 1204) |  |  | Eudoxia Angelina                | Eudoxia Angelina                | Eudoxia Angelina                | Eudoxia Angelina                | Eudoxia Angelina                | Eudoxia Angelina                |  |  | Alejo IV Ángelo (r. 1203-1204) | Alejo IV Ángelo (r. 1203-1204) | Alejo IV Ángelo (r. 1203-1204) | Alejo IV Ángelo (r. 1203-1204) | Alejo IV Ángelo (r. 1203-1204) | Alejo IV Ángelo (r. 1203-1204) |  |  | Juan Ángelo de Esmirna | Juan Ángelo de Esmirna | Juan Ángelo de Esmirna | Juan Ángelo de Esmirna | Juan Ángelo de Esmirna | Juan Ángelo de Esmirna |  |  |                          |                          |                          |                          |                          |                          |  |  |  |  |
| Miguel II Comneno Ducas  | Miguel II Comneno Ducas  | Miguel II Comneno Ducas  | Miguel II Comneno Ducas  | Miguel II Comneno Ducas  | Miguel II Comneno Ducas  |                       |                       | Teodora de Arta           | Teodora de Arta           | Teodora de Arta           | Teodora de Arta           | Teodora de Arta           | Teodora de Arta           |  |  | Juan Comneno Ducas    | Juan Comneno Ducas    | Juan Comneno Ducas    | Juan Comneno Ducas    | Juan Comneno Ducas    | Juan Comneno Ducas    |                |                | Demetrio Comneno Ducas         | Demetrio Comneno Ducas         | Demetrio Comneno Ducas         | Demetrio Comneno Ducas         | Demetrio Comneno Ducas         | Demetrio Comneno Ducas         |                            |                            | Teodoro I Láscaris             | Teodoro I Láscaris             | Teodoro I Láscaris             | Teodoro I Láscaris             | Teodoro I Láscaris             | Teodoro I Láscaris             |                              |                              | Ana Comneno Ángelo           | Ana Comneno Ángelo           | Ana Comneno Ángelo | Ana Comneno Ángelo | Ana Comneno Ángelo      | Ana Comneno Ángelo      |                         |                         | Alejo V Murzuflo (r. 1204) | Alejo V Murzuflo (r. 1204) | Alejo V Murzuflo (r. 1204) | Alejo V Murzuflo (r. 1204) | Alejo V Murzuflo (r. 1204) | Alejo V Murzuflo (r. 1204) |  |  | Eudoxia Angelina                | Eudoxia Angelina                | Eudoxia Angelina                | Eudoxia Angelina                | Eudoxia Angelina                | Eudoxia Angelina                |  |  | Alejo IV Ángelo (r. 1203-1204) | Alejo IV Ángelo (r. 1203-1204) | Alejo IV Ángelo (r. 1203-1204) | Alejo IV Ángelo (r. 1203-1204) | Alejo IV Ángelo (r. 1203-1204) | Alejo IV Ángelo (r. 1203-1204) |  |  | Juan Ángelo de Esmirna | Juan Ángelo de Esmirna | Juan Ángelo de Esmirna | Juan Ángelo de Esmirna | Juan Ángelo de Esmirna | Juan Ángelo de Esmirna |  |  |                          |                          |                          |                          |                          |                          |  |  |  |  |
|                          |                          |                          |                          |                          |                          |                       |                       |                           |                           |                           |                           |                           |                           |  |  |                       |                       |                       |                       |                       |                       |                |                |                                |                                |                                |                                |                                |                                |                            |                            |                                |                                |                                |                                |                                |                                |                              |                              |                              |                              |                    |                    |                         |                         |                         |                         |                            |                            |                            |                            |                            |                            |  |  |                                 |                                 |                                 |                                 |                                 |                                 |  |  |                                |                                |                                |                                |                                |                                |  |  |                        |                        |                        |                        |                        |                        |  |  |                          |                          |                          |                          |                          |                          |  |  |  |  |
|                          |                          |                          |                          |                          |                          |                       |                       |                           |                           |                           |                           |                           |                           |  |  |                       |                       |                       |                       |                       |                       |                |                |                                |                                |                                |                                |                                |                                |                            |                            |                                |                                |                                |                                |                                |                                |                              |                              |                              |                              |                    |                    |                         |                         |                         |                         |                            |                            |                            |                            |                            |                            |  |  |                                 |                                 |                                 |                                 |                                 |                                 |  |  |                                |                                |                                |                                |                                |                                |  |  |                        |                        |                        |                        |                        |                        |  |  |                          |                          |                          |                          |                          |                          |  |  |  |  |
| Nicéforo I Comneno Ducas | Nicéforo I Comneno Ducas | Nicéforo I Comneno Ducas | Nicéforo I Comneno Ducas | Nicéforo I Comneno Ducas | Nicéforo I Comneno Ducas |                       |                       | Ana Paleólogo Cantacuceno | Ana Paleólogo Cantacuceno | Ana Paleólogo Cantacuceno | Ana Paleólogo Cantacuceno | Ana Paleólogo Cantacuceno | Ana Paleólogo Cantacuceno |  |  | Juan Ducas            | Juan Ducas            | Juan Ducas            | Juan Ducas            | Juan Ducas            | Juan Ducas            |                |                | Demetrio Comneno Ducas Cutrule | Demetrio Comneno Ducas Cutrule | Demetrio Comneno Ducas Cutrule | Demetrio Comneno Ducas Cutrule | Demetrio Comneno Ducas Cutrule | Demetrio Comneno Ducas Cutrule |                            |                            | Ana Comneno Paleológo          | Ana Comneno Paleológo          | Ana Comneno Paleológo          | Ana Comneno Paleológo          | Ana Comneno Paleológo          | Ana Comneno Paleológo          |                              |                              | Juan I Ducas                 | Juan I Ducas                 | Juan I Ducas       | Juan I Ducas       | Juan I Ducas            | Juan I Ducas            |                         |                         |                            |                            |                            |                            |                            |                            |  |  |                                 |                                 |                                 |                                 |                                 |                                 |  |  |                                |                                |                                |                                |                                |                                |  |  |                        |                        |                        |                        |                        |                        |  |  |                          |                          |                          |                          |                          |                          |  |  |  |  |
| Nicéforo I Comneno Ducas | Nicéforo I Comneno Ducas | Nicéforo I Comneno Ducas | Nicéforo I Comneno Ducas | Nicéforo I Comneno Ducas | Nicéforo I Comneno Ducas |                       |                       | Ana Paleólogo Cantacuceno | Ana Paleólogo Cantacuceno | Ana Paleólogo Cantacuceno | Ana Paleólogo Cantacuceno | Ana Paleólogo Cantacuceno | Ana Paleólogo Cantacuceno |  |  | Juan Ducas            | Juan Ducas            | Juan Ducas            | Juan Ducas            | Juan Ducas            | Juan Ducas            |                |                | Demetrio Comneno Ducas Cutrule | Demetrio Comneno Ducas Cutrule | Demetrio Comneno Ducas Cutrule | Demetrio Comneno Ducas Cutrule | Demetrio Comneno Ducas Cutrule | Demetrio Comneno Ducas Cutrule |                            |                            | Ana Comneno Paleológo          | Ana Comneno Paleológo          | Ana Comneno Paleológo          | Ana Comneno Paleológo          | Ana Comneno Paleológo          | Ana Comneno Paleológo          |                              |                              | Juan I Ducas                 | Juan I Ducas                 | Juan I Ducas       | Juan I Ducas       | Juan I Ducas            | Juan I Ducas            |                         |                         |                            |                            |                            |                            |                            |                            |  |  |                                 |                                 |                                 |                                 |                                 |                                 |  |  |                                |                                |                                |                                |                                |                                |  |  |                        |                        |                        |                        |                        |                        |  |  |                          |                          |                          |                          |                          |                          |  |  |  |  |
|                          |                          |                          |                          |                          |                          |                       |                       |                           |                           |                           |                           |                           |                           |  |  |                       |                       |                       |                       |                       |                       |                |                |                                |                                |                                |                                |                                |                                |                            |                            |                                |                                |                                |                                |                                |                                |                              |                              |                              |                              |                    |                    |                         |                         |                         |                         |                            |                            |                            |                            |                            |                            |  |  |                                 |                                 |                                 |                                 |                                 |                                 |  |  |                                |                                |                                |                                |                                |                                |  |  |                        |                        |                        |                        |                        |                        |  |  |                          |                          |                          |                          |                          |                          |  |  |  |  |
|                          |                          |                          |                          |                          |                          |                       |                       |                           |                           |                           |                           |                           |                           |  |  |                       |                       |                       |                       |                       |                       |                |                |                                |                                |                                |                                |                                |                                |                            |                            |                                |                                |                                |                                |                                |                                |                              |                              |                              |                              |                    |                    |                         |                         |                         |                         |                            |                            |                            |                            |                            |                            |  |  |                                 |                                 |                                 |                                 |                                 |                                 |  |  |                                |                                |                                |                                |                                |                                |  |  |                        |                        |                        |                        |                        |                        |  |  |                          |                          |                          |                          |                          |                          |  |  |  |  |
|                          |                          |                          |                          | Tomás I Comneno Ducas    | Tomás I Comneno Ducas    | Tomás I Comneno Ducas | Tomás I Comneno Ducas | Tomás I Comneno Ducas     | Tomás I Comneno Ducas     |                           |                           |                           |                           |  |  |                       |                       |                       |                       |                       |                       |                |                |                                |                                |                                |                                | Andrónico Paleólogo Ángelo     | Andrónico Paleólogo Ángelo     | Andrónico Paleólogo Ángelo | Andrónico Paleólogo Ángelo | Andrónico Paleólogo Ángelo     | Andrónico Paleólogo Ángelo     |                                |                                | Constantino Ducas de Tesalia   | Constantino Ducas de Tesalia   | Constantino Ducas de Tesalia | Constantino Ducas de Tesalia | Constantino Ducas de Tesalia | Constantino Ducas de Tesalia |                    |                    | Teodoro Ángelo          | Teodoro Ángelo          | Teodoro Ángelo          | Teodoro Ángelo          | Teodoro Ángelo             | Teodoro Ángelo             |                            |                            |                            |                            |  |  |                                 |                                 |                                 |                                 |                                 |                                 |  |  |                                |                                |                                |                                |                                |                                |  |  |                        |                        |                        |                        |                        |                        |  |  |                          |                          |                          |                          |                          |                          |  |  |  |  |
|                          |                          |                          |                          | Tomás I Comneno Ducas    | Tomás I Comneno Ducas    | Tomás I Comneno Ducas | Tomás I Comneno Ducas | Tomás I Comneno Ducas     | Tomás I Comneno Ducas     |                           |                           |                           |                           |  |  |                       |                       |                       |                       |                       |                       |                |                |                                |                                |                                |                                | Andrónico Paleólogo Ángelo     | Andrónico Paleólogo Ángelo     | Andrónico Paleólogo Ángelo | Andrónico Paleólogo Ángelo | Andrónico Paleólogo Ángelo     | Andrónico Paleólogo Ángelo     |                                |                                | Constantino Ducas de Tesalia   | Constantino Ducas de Tesalia   | Constantino Ducas de Tesalia | Constantino Ducas de Tesalia | Constantino Ducas de Tesalia | Constantino Ducas de Tesalia |                    |                    | Teodoro Ángelo          | Teodoro Ángelo          | Teodoro Ángelo          | Teodoro Ángelo          | Teodoro Ángelo             | Teodoro Ángelo             |                            |                            |                            |                            |  |  |                                 |                                 |                                 |                                 |                                 |                                 |  |  |                                |                                |                                |                                |                                |                                |  |  |                        |                        |                        |                        |                        |                        |  |  |                          |                          |                          |                          |                          |                          |  |  |  |  |
|                          |                          |                          |                          |                          |                          |                       |                       |                           |                           |                           |                           |                           |                           |  |  |                       |                       |                       |                       | Juan II Orsini        | Juan II Orsini        | Juan II Orsini | Juan II Orsini | Juan II Orsini                 | Juan II Orsini                 |                                |                                | Ana Paleológo                  | Ana Paleológo                  | Ana Paleológo              | Ana Paleológo              | Ana Paleológo                  | Ana Paleológo                  |                                |                                | Juan II Ducas de Tesalia       | Juan II Ducas de Tesalia       | Juan II Ducas de Tesalia     | Juan II Ducas de Tesalia     | Juan II Ducas de Tesalia     | Juan II Ducas de Tesalia     |                    |                    |                         |                         |                         |                         |                            |                            |                            |                            |                            |                            |  |  |                                 |                                 |                                 |                                 |                                 |                                 |  |  |                                |                                |                                |                                |                                |                                |  |  |                        |                        |                        |                        |                        |                        |  |  |                          |                          |                          |                          |                          |                          |  |  |  |  |
|                          |                          |                          |                          |                          |                          |                       |                       |                           |                           |                           |                           |                           |                           |  |  |                       |                       |                       |                       | Juan II Orsini        | Juan II Orsini        | Juan II Orsini | Juan II Orsini | Juan II Orsini                 | Juan II Orsini                 |                                |                                | Ana Paleológo                  | Ana Paleológo                  | Ana Paleológo              | Ana Paleológo              | Ana Paleológo                  | Ana Paleológo                  |                                |                                | Juan II Ducas de Tesalia       | Juan II Ducas de Tesalia       | Juan II Ducas de Tesalia     | Juan II Ducas de Tesalia     | Juan II Ducas de Tesalia     | Juan II Ducas de Tesalia     |                    |                    |                         |                         |                         |                         |                            |                            |                            |                            |                            |                            |  |  |                                 |                                 |                                 |                                 |                                 |                                 |  |  |                                |                                |                                |                                |                                |                                |  |  |                        |                        |                        |                        |                        |                        |  |  |                          |                          |                          |                          |                          |                          |  |  |  |  |
|                          |                          |                          |                          |                          |                          |                       |                       |                           |                           |                           |                           |                           |                           |  |  |                       |                       |                       |                       |                       |                       |                |                |                                |                                |                                |                                |                                |                                |                            |                            |                                |                                |                                |                                |                                |                                |                              |                              |                              |                              |                    |                    |                         |                         |                         |                         |                            |                            |                            |                            |                            |                            |  |  |                                 |                                 |                                 |                                 |                                 |                                 |  |  |                                |                                |                                |                                |                                |                                |  |  |                        |                        |                        |                        |                        |                        |  |  |                          |                          |                          |                          |                          |                          |  |  |  |  |

## Emperadores de la dinastía
1. Isaac II Ángelo (1185-1195, 1203-1204)
2. Alejo III Ángelo (1195-1203
3. Alejo IV Ángelo (1203-1204)